# ستونهنج
ستونهنج (بالإنجليزية: Stonehenge)‏ معلم تذكاري من عصور ما قبل التاريخ في سهل سالزبوري في ويلتشاير بإنجلترا، على بُعد ميلين (ثلاثة كيلومترات) غرب أيمزبيري. يتألف من حلقة خارجية من شواهد قائمة من الصخور المنزلقة، كل منها ارتفاعه نحو 13 قدم (4 أمتار)، وعرضه سبعة أقدام (2.1 مترًا)، ويزن نحو 25 طنًا، وعلى قممها عتبات علوية صخرية متصلة. وفي داخلها حلقة أصغر من الحجر الأزرق. في داخل هذه الحلقة ثلاثي صخور قائم بذاته: صخرتان منزلقتان أكبر حجمًا تجمعهما عتبة علوية واحدة. المعلم بكامله، الذي صار متهدمًا الآن، مرصوف باتجاه شروق الشمس عند الانقلاب الصيفي. الصخور قائمة ضمن أعمال أرضية في منتصف أكثف مجمعات معالم العصر الحجري الحديث والعصر البرونزي في إنجلترا، بما فيها عدة مئات من الجثوات (تلال دفنية).
يعتقد علماء الآثار أن ستونهينج بُني بين 3000 و2000 ق.م. أُرجع تاريخ الدكة الأرضية الدائرية المحيطة والخندق، والتي تشكل المرحلة الأولى من المعلم، إلى نحو 3100 ق.م. يقترح تأريخ الكربون المشع أن الحجارة الزرقاء الأولى نُصبت بين 2400 و2200 ق.م، رغم أنها ربما كانت في الموقع منذ 3000 ق.م.
ستونهينج أحد أشهر معالم المملكة المتحدة، ويعد أيقونة ثقافية بريطانية. صار معلمًا مُجدولًا محميًا قانونيًا منذ 1882، وقتما نجح طرح تشريع حماية المعالم التاريخية أول مرة في بريطانيا. أُضيف الموقع ومحيطه إلى قائمة اليونسكو لمواقع التراث العالمي في 1986. ستونهينج ملك للتاج البريطاني وتديره هيئة التراث البريطاني، والأرض المحيطة به ملك لمؤسسة التراث القومي.
ربما كان ستونهينج مدفنًا منذ بداياته. يعود تاريخ الرواسب التي تضم عظامًا بشرية إلى عام 3000 ق.م، عندما حُفر الخندق والدكة، ودامت خمسمئة عام أخرى على الأقل.

## تاريخه المبكر
ذكر مايك باركر بيرسون، قائد مشروع ستونهينج ريفرسايد القائم حول أسوار دارينغتون، أن ستونهينج يبدو مرتبطًا بالدفن منذ أقدم فترة في وجوده:
كان ستونهينج مكانًا للدفن منذ بدايته وحتى ذروته في منتصف الألفية الثالثة قبل الميلاد. يُرجح أن يكون مدفن رماد الجثث الذي يرجع تاريخه إلى مرحلة صخور ستونهينج المنزلقة مجرد واحد من مدافن عديدة في هذه الفترة اللاحقة من استخدام المعلم ويوضح أنه كان ما يزال مجالًا للموتى.
تطور ستونهينج في عدة مراحل بناء تمتد لألف وخمسمئة عام على الأقل. ثمة أدلة على بناء واسع النطاق على المعلم وحوله، والتي ربما توسع الإطار الزمني للمشهد إلى 6500 عام. تحديد مراحل النشاط المختلفة وفهمها أمر معقد بسبب تعكير الطبشور الطبيعي الناتج عن تأثيرات التخوم الجليدية واكتهاف الحيوانات، وسجلات التنقيب المبكرة رديئة الجودة، وغياب تواريخ دقيقة ومثبتة علميًا. تقسيم المراحل الحديث الذي يتفق عليه علماء الآثار مشروح بالتفصيل أدناه. الميزات المذكورة في النص مرقّمة وظاهرة في المخطط على اليسار.

### قبل المعلم (من 8000 ق.م)
وجد علماء الآثار أربع، وربما خمس، حفر ضخمة ساندة للأعمدة من العصر الحجري المتوسط (ربما كانت إحداها غطاء شجرة طبيعي)، يرجع تاريخها إلى نحو 8000 ق.م، تحت مرأب السيارات السياحي القريب المستخدم منذ 2013. ضمت هذه الحفر دعامات من خشب الصنوبر قطرها نحو قدمين وستة بوصات (0.75 م)، والتي نُصبت وتعفنت في آخر الأمر في موضعها. كانت ثلاث من الدعامات (وربما أربع) مرصوفة باتجاه شرقي- غربي وربما كانت لها أهمية طقسية. ثمة موقع فلكي آخر من العصر الحجري المتوسط في بريطانيا هو موقع وارن فيلد بأبردينشاير، والذي يُعد أقدم تقويم شمسي قمري في العالم، ويُصحح سنويًا من خلال مراقبة الانقلاب الشتوي في منتصف الشتاء. وُجدت مواقع مشابهة لكنها لاحقة في اسكندنافيا. وُجدت مستوطنة ربما كانت معاصرة للدعامات في بليك ميد، وهو نبع ثابت مستمر على مدار العام على بُعد ميل واحد (1.6 كم) من ستونهينج.
كان سهل سالزبوري آنذاك ما يزل مشجرًا، لكن بعد 4.000 عام، في العصر الحجري الحديث المبكر، بنى الناس طوقًا ذا مجازات عند روبن هود بول، ومقابر من البارو الطويل في المشهد المحيط. في 3500 ق.م تقريبًا، بُني كورسوس ستونهينج على بعد 2.300 قدم (700 م) إلى شمال الموقع عندما بدأ المزارعون الأوائل بإزالة الأشجار وتطوير المنطقة. قد يرجع تاريخ تلال المدافن الأخرى التي جرى تجاهلها سابقًا إلى 4000 ق.م. أُرجع تاريخ الفحم المأخوذ من مخيم ’بلاك ميد‘ على بعد 1.5 ميل (2.4 كيلومترًا) من ستونهينج (بالقرب من موقع مخيم فيسباسيان) إلى 4000 ق.م. يعتقد معهد أبحاث العلوم الإنسانية في جامعة باكنغهام أن المجتمع الذي بنى ستونهينج عاش هنا على مدى عدة آلاف من السنين، ما يجعله على الأرجح «أحد الأماكن المحورية في تاريخ مشهد ستونهينج».

### ستونهينج 1 (نحو 3100 ق.م)
تألف المعلم الأول من دكة دائرية وخندق مطوّق مصنوع من طبشور سيفورد من العصر الطباشيري الأخير (العصر السانتوني)، يبلغ قطره 360 قدمًا (110 أمتار)، بمدخل كبير إلى الشمال الشرقي ومدخل أصغر إلى الجنوب. انتصب في أرض عشبية مفتوحة على بقعة منحدرة بعض الشيء. وضع البناؤون عظام غزلان وثيران في قعر الخندق، بالإضافة إلى بعض الأدوات الصوانية. كانت العظام أقدم بكثير من قرون الوعل المستخدمة في حفر الخندق، وقد اعتنى الرجال الذين دفنوها بها لبعض الوقت قبل دفنها. كان الخندق متواصلًا لكنه حُفر في أقسام، مثل خنادق الأطواق ذات المجازات السابقة في المنطقة. كُدس الطبشور المنبوش من الخندق ليشكل الدكة. أُرجع تاريخ هذه المرحلة الأولى إلى نحو 3100 ق.م، وبعدها بدأ الخندق يمتلئ بالطمي طبيعيًا. داخل الحافة الخارجية للمنطقة المطوقة، ثمة دائرة من 56 حفرة، قطر كل منها 3.3 قدمًا (1 مترًا)، تُعرف بفتحات أوبري تيمنًا بجون أوبري، اختصاصي الآثار من القرن السابع عشر الذي ظُن أنه أول من حددها. تُعرف هذه الحفر والدكة والخندق معًا باسم باليساد أو غيت ديتش. ربما ضمت هذه الحفر أخشابًا واقفة تشكل دائرة خشبية، رغم غياب أي دليل تنقيبي عليها. اقترحت عملية تنقيب حديثة أن حفر أوبري ربما استُخدمت في الأصل لنصب دائرة من الحجارة الزرقاء. إذا كان ذلك ما جرى، فإنه يسبق أقدم بنية صخرية في المعلم بخمسمئة عام.

## حاليًا

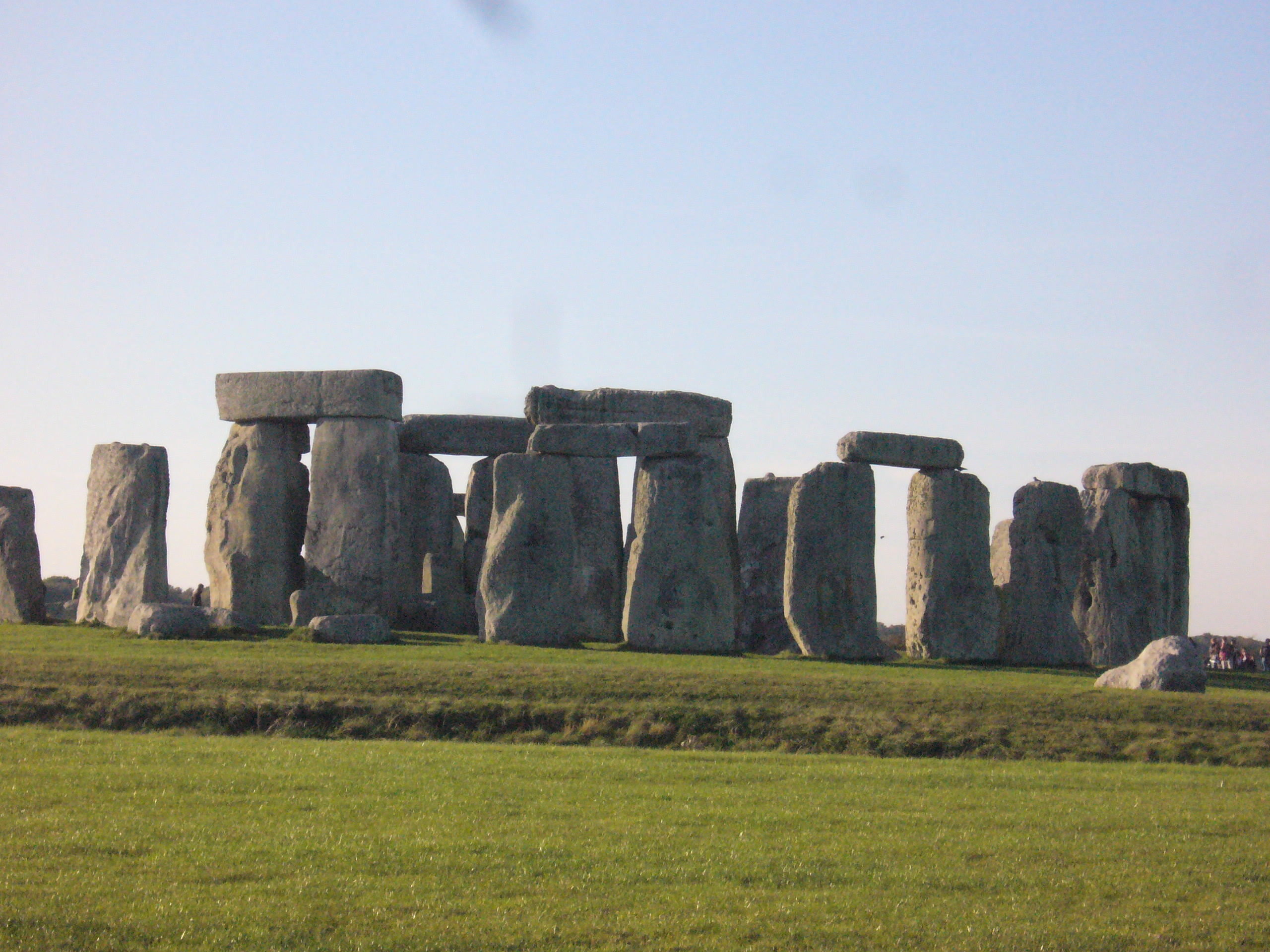
صورة حديثة 2008

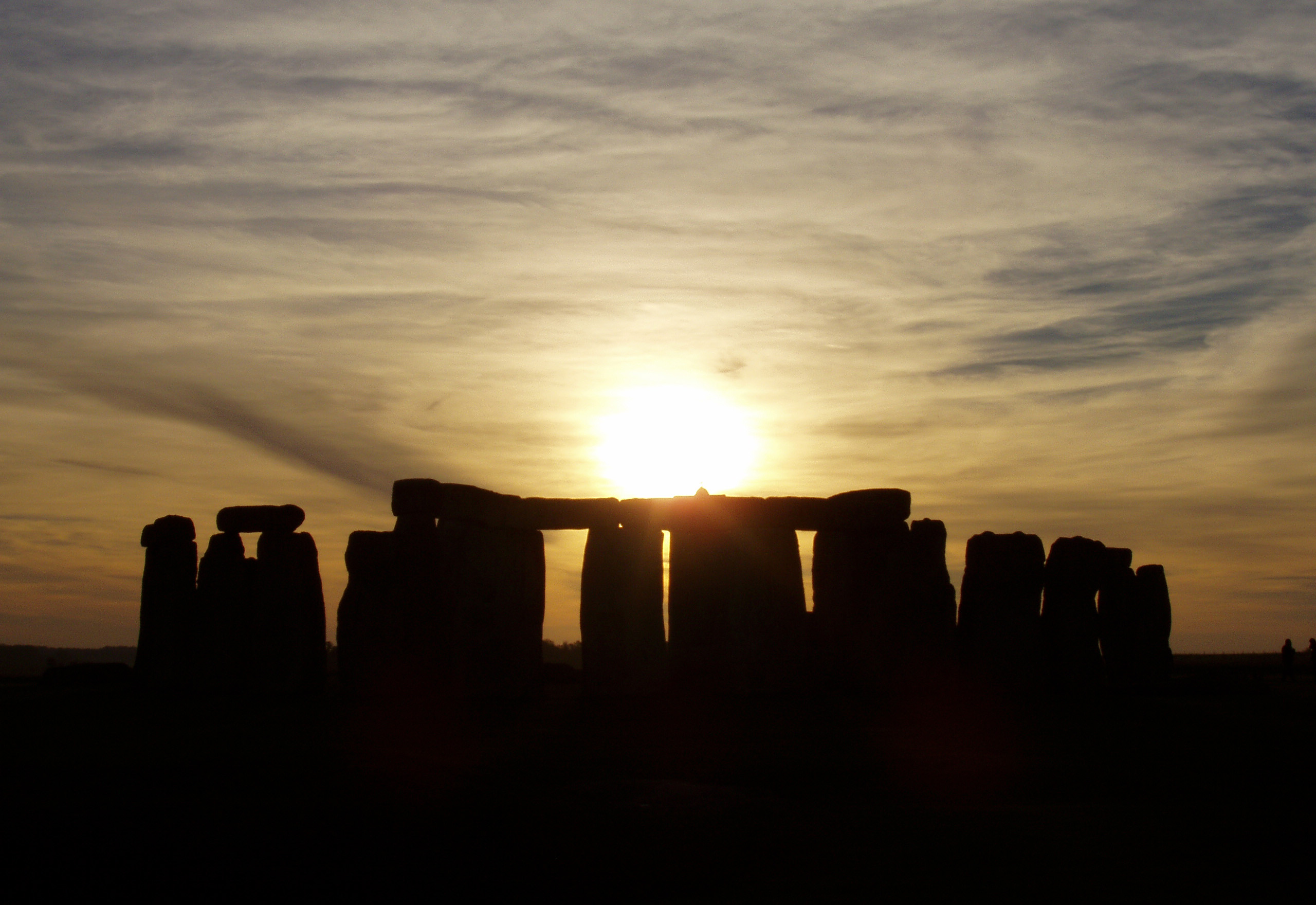
صورة وقت غروب الشمس

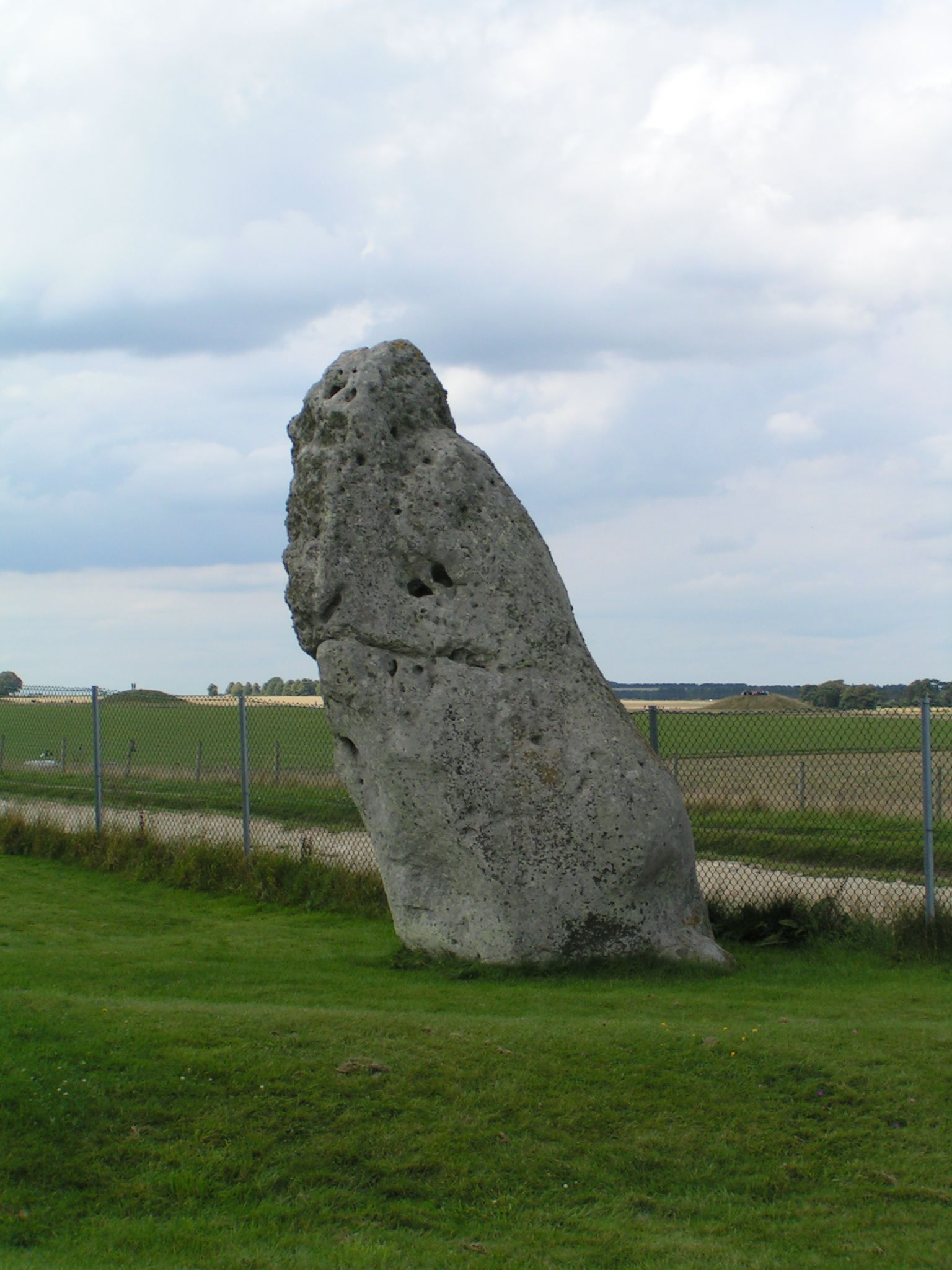
حجر الكعب (في النقطة 5 في المخطط).

لم يبق من البناء سوى 17 عمودًا قائمًا وفوقه 6 عتبات ممتدة. وداخل دائرة سارسين كان منصوبًا بناء على شكل حذوة الحصان وكانت تفتح لشمال شرق النصب بإتجاه مدخل النصب. وكان نصب الحدوة مبنينا من خمس أزواج حجارة قائمة وعملاقة من أحجار سارسين. فكل حجركان يزن 40 طن متري أو أكثر وارتفاعه 7 متر فوق الأرض. لم يبق منها سوى ثلاثة أزواج. وهناك أشكال أخرى ما زال معظمها. ورغم وجود حوالي 1000 دائرة حجرية بالجزر البريطانية إلا أن نصب ستونهنج يعتبر أعظمها وأكبرها. ويقال ان محور حدوة الحصان والمدخل بستونهنج يشير لإتجاه الشمس بمنتصف الصيف، ويقال أنه كان يستعمل في التقويم وتحديد الاعتدالين الصيفي والشتوي.
يقال ان الأحجار الضخمة جلبت من مناطق بعيده، أي من جبال جنوب ويلز. لم يتوصل الباحثون حتى الآن إلى طريقة نقل الحجارة الضخمة ونصبها في ذلك العصر القديم، قبل ما بين 4000 إلى 5000 سنة سبقت.

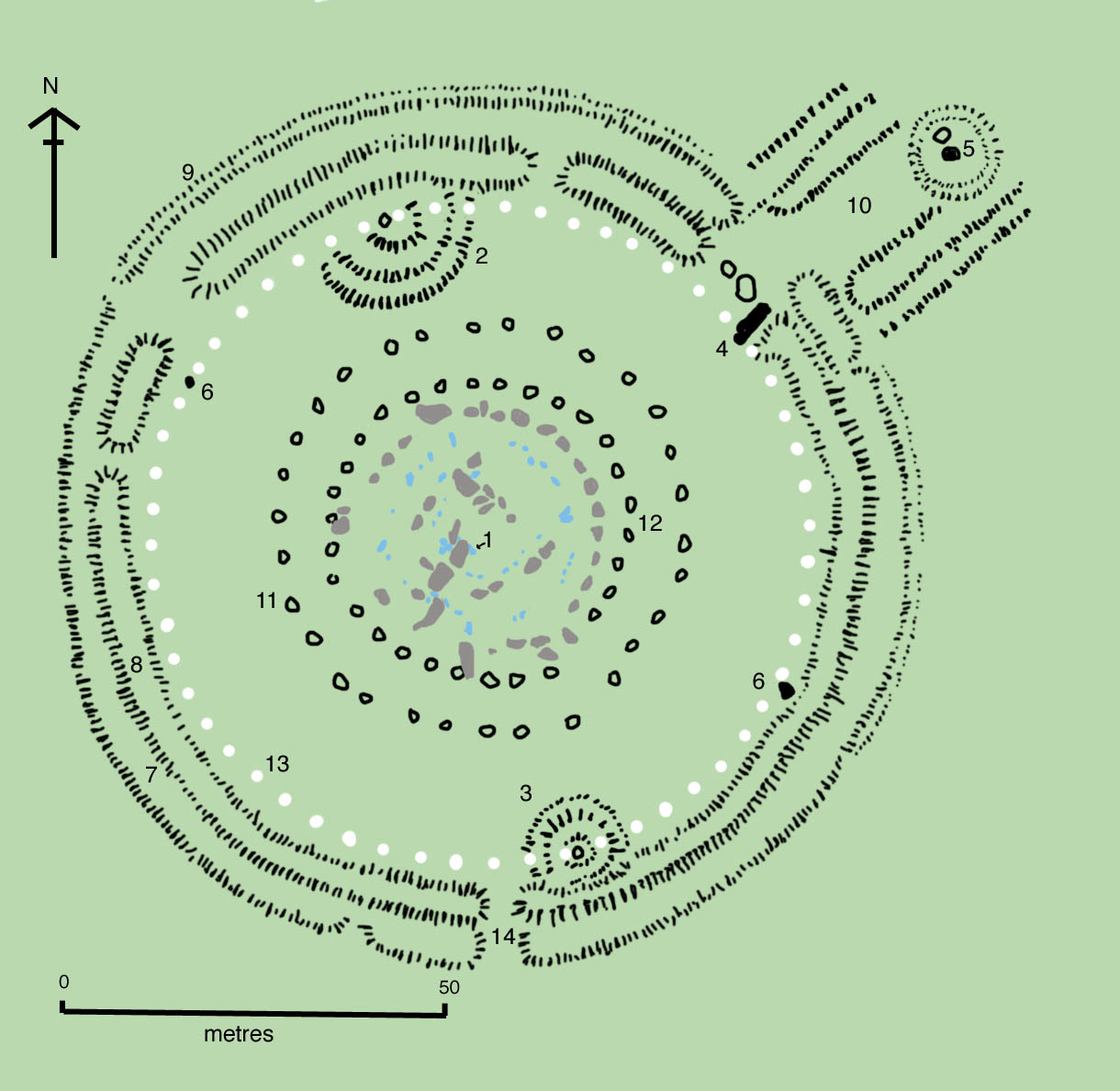
تخطيط ستونهينغ كما نراه اليوم

## نشأتها
شُكل نظام أحجار ستونهنغ على مراحل في فترات زمنية مختلفة. في عام 1995 تم تقييم مكتشفات القرن العشرين وبيّن قياس العمر بواسطة الكربون-14 المشع أن البناء تم على ثلاثة فترات. ثم فحصت النتائج في عام 2000 واستخدم فيها الإحصاء على نتائج قياسات الكربون-14 المشع واستمر هذا الفحص حتى عام 2009 مما أتى ببعض التغيرات البسيطة.
وفي عام 2012 أجرت المجموعة العلمية دراسة جديدة واسخدموا فيها الطرق الإحصائية، وقد أدت تلك النتائج إلى أن ستونهينغ بني على خمسة مراحل وليس على ثلاثة. وقد كانت هناك دراسة سابقة في عام 1979 تشير إلى ذلك، إلا أن المختصين لم يعيروها أهمية.

## اتجاهات البنية
رصّت البنية دائرية للأحجار الضخمة بحيث أنه في صباح يوم وسط الصيف، عندما تكون الشمس في موقعها الشمالي، تشرق الشمس من ناحية حجرة الكعب وتدخل أشعة الشمس إلى داخل الدائرة من بين الحجرين المشكلان في هيئة حدوة الحصان.
وإنه من غير المعقول أن مثل هذا التنظيم قد جاء بالصدفة. فإن نقطة شروق الشمس من الجهة الشمالية تعتمد على خط العرض. وذلك برص الحجارة الضخمة بهذا الشكل فلا بد من حساب خط العرض 51° 11' أو استنباطه بالمشاهدة. يبدو أن هذا التوجيه هو خطة تشييد ستونهنج.
ومن المحتمل أن تكون مهمة ستونهدج تعيين الانقلابيين الصيفي والشتوي وانقلابي الربع والخريف لأهميتهم في معرفة الأزمنة السنوية.
طبقا للبحوث الآخيرة يبدو أن مسار القمر قد لعب دورا هاما في تشكيلة البنية. فقد قام الباحث "غيرالدهوجنز" في عام 1963 بنشر بحث علمي في مجلة "نيتشر" العلمية. وطبقا لهذه الأطروحة " أن مسار القمر أيضا لعب دورا هاما في تشكيل ستونهدج. فقد قام الباحث "غيرالد هوكنز" في عام 1963 ينشر بحث علمي في المجلة العلمية "نيتشر". وتقول تلك الأطروحة أنه من المحتمل أن الـ 19 حجرة التي تشكل نصف الدائرة بالاشتراك مع الـ 30 حجرة أخرى المرصوصة كانوا لتقدير دورة كسوف القمر البالغة دورتها 6و18 سنة.

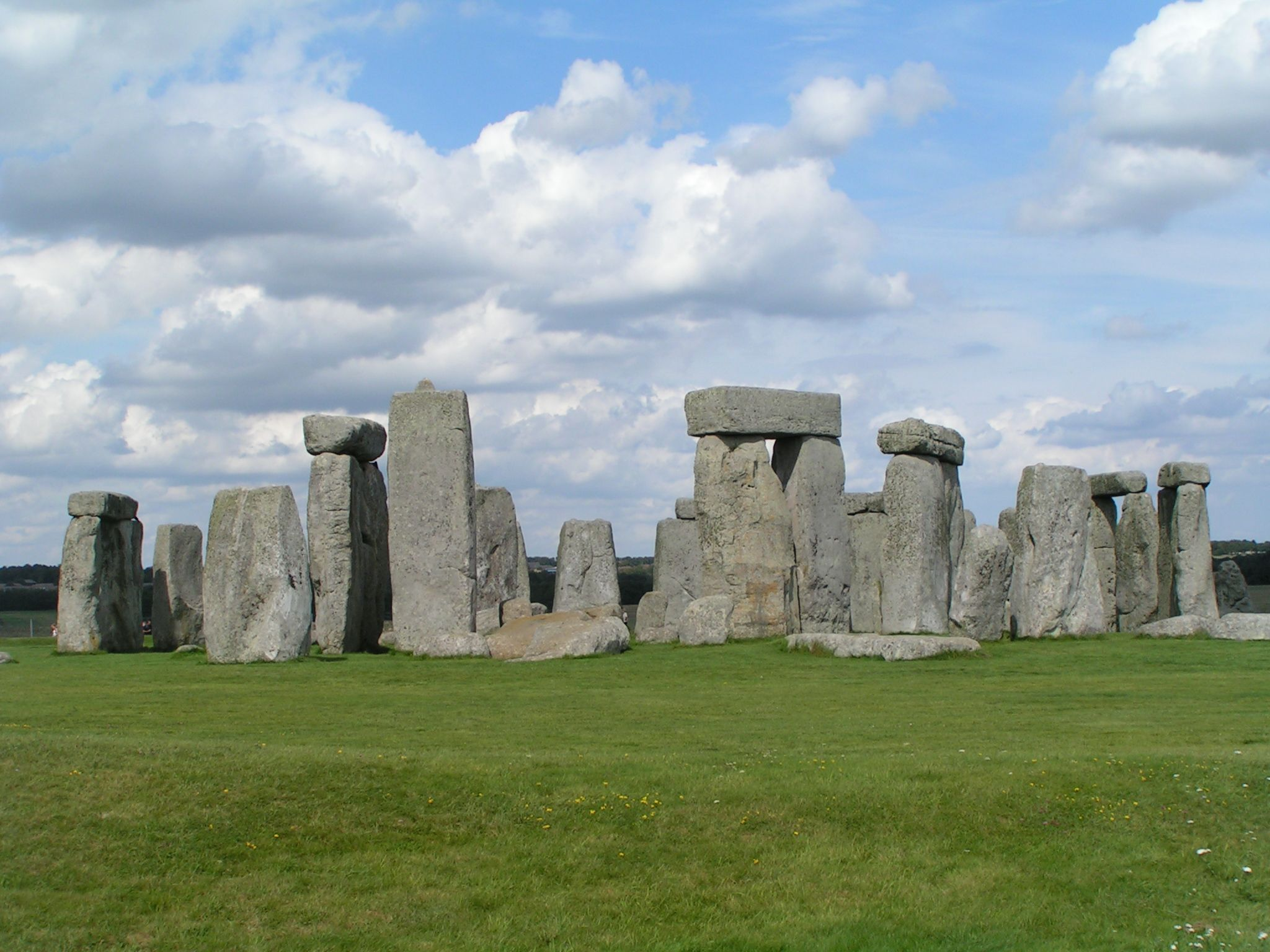
Stonehenge

## تقنيات البناء

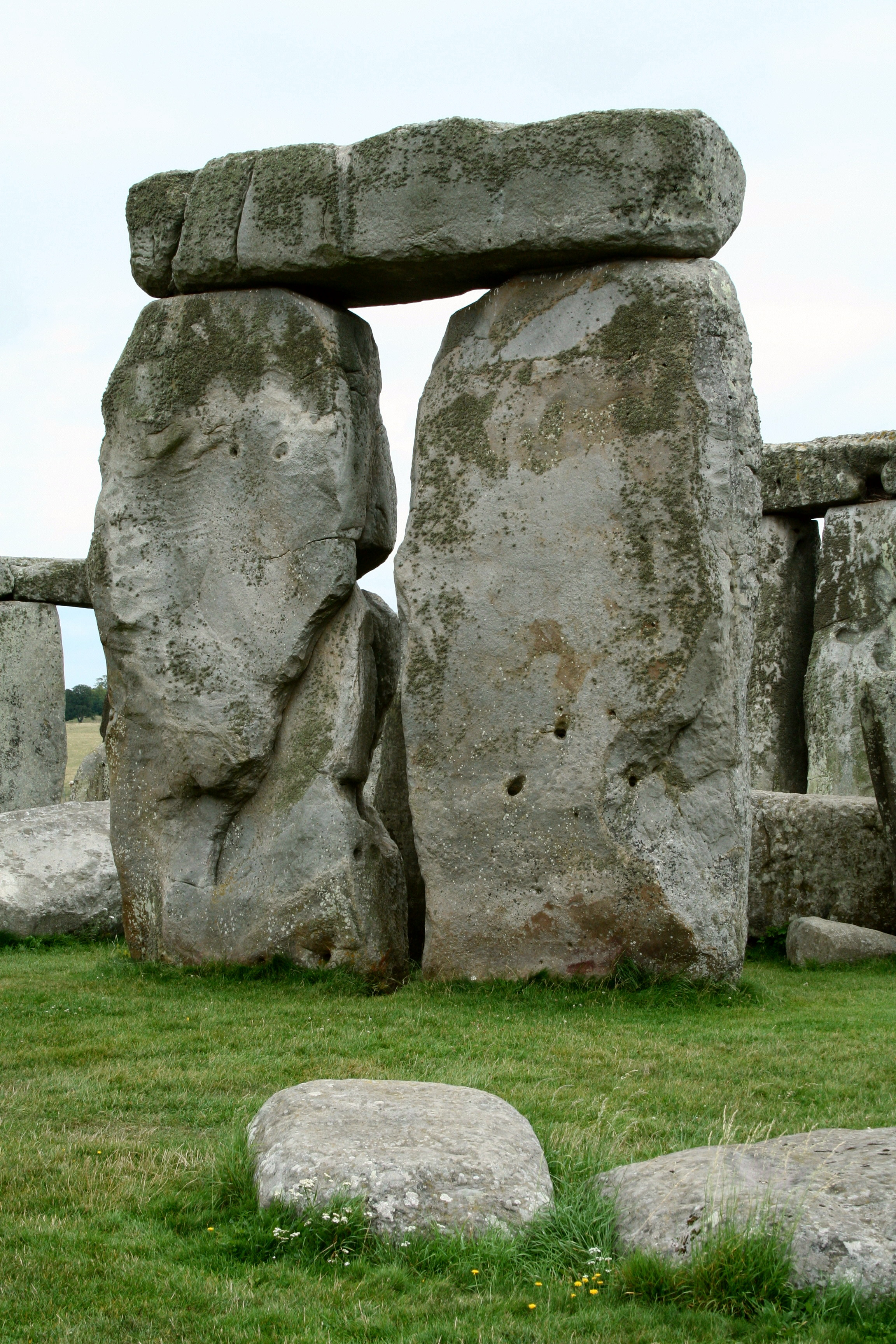
Trilith

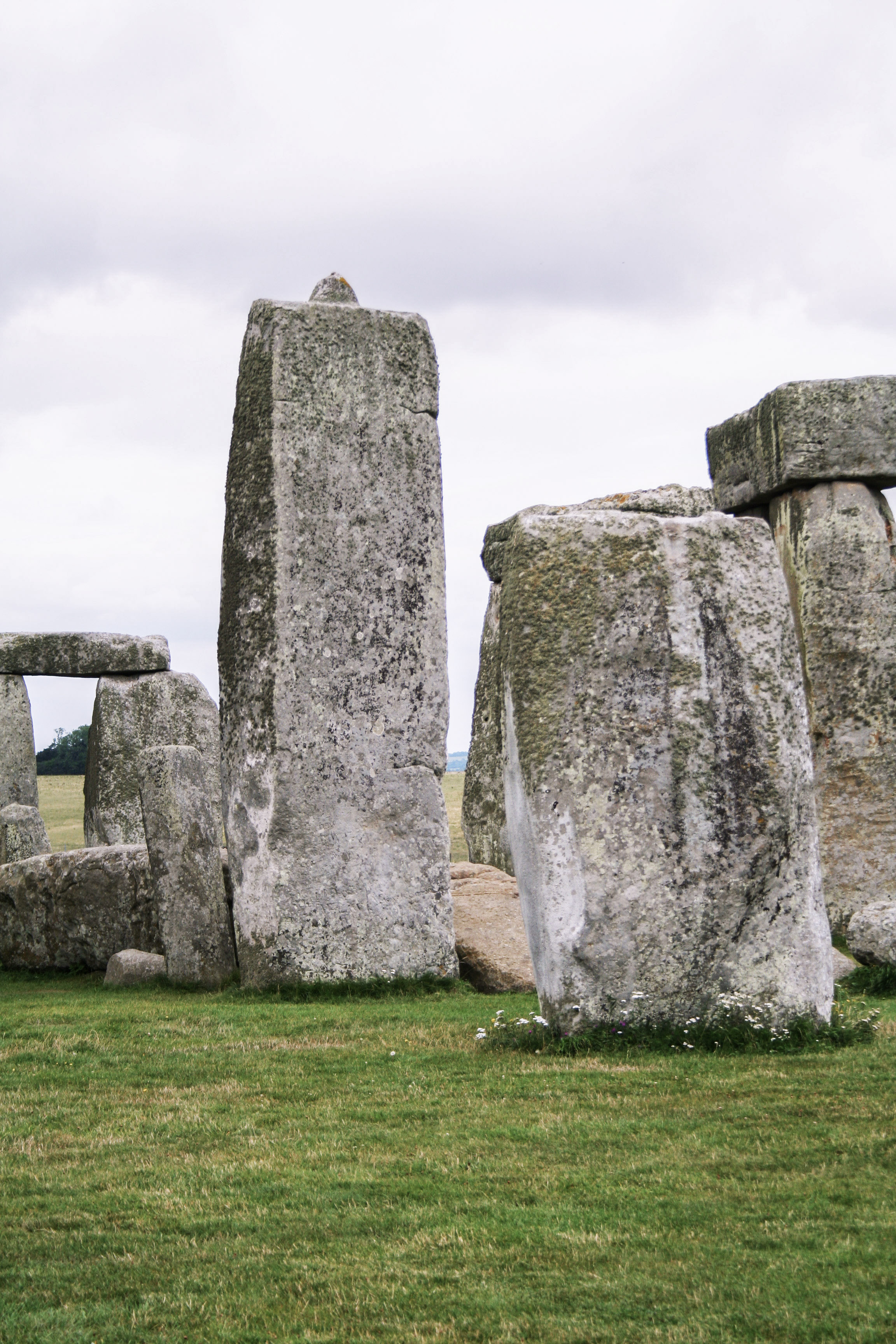
بروز على أحد الأعمدة.

توجد اقتراحات متعددة عن كيفية إتمام بناء ستونهينغ. ويعتقد الباحث «أوبري بيرل» أن الأحجار الزرقاء قد وصلت هذا المكان حيث جرفها أحد المثلجات. فإذا لم يكن هذا الحدث وراء وجود الأحجار الزرقاء في هذا المكان فلا بد من أن يكون الإنسان هو الذي قام بنقلها إلى هذا المكان، وتوجد طرق كثيرة لإحضار تلك الأحجار الضخمة بالحبال والأخشاب.
وأجريت تجارب عملية خلال عام 2001 لنقل حجرة ضخمة عبر طريق النقل المفترض من ويلز إلى ستونهنغ وما يتخلله من مسافات على الأرض ومسافات في البحر. وقامت مجموعة من الباحثين وعدد كبير من الناس المتطوعين بعملية الجر على زحافات من الخشب على الأرض، ثم نقله على قارب جديد مبني على نمط القوارب القديمة التاريخية. ولكن القارب لم يتحمل الحجرة الضخمة وغرق خلال هياج بحري في قناة بريستول.
وكانت اقتراحات بأن برواز مثلثي خشبي في هيئة حرف A قد استخدم لنصب الأحجار في وضعها القائم في أماكنها مع استخدام الحبال. وأما الأحجار الضخمة العرضية فربما رفعت بواسطة منصات خشبية ثم أزيحت لتتخذ مواقعها. طريقة أخرى قد تكون هي المستخدمة لذلك وهي طريقة بناء مدرج مائل ثم سحب الحجر العرضي إلى مكانه. وتشهد بروزات في الأحجار القائمة كانت تغرز في فجوات في الحجارة العرضية بأن العاملين القدامى كانت لهم حنكة في تشكيل الأحجار. وربما تعلم القدماء طريقة التشبيك هذه من تعاملهم مع الأخشاب.
ويعتقد الباحث «الكسندر توم» أن من قاموا ببناء ستونهنغ قد استخدموا الياردة المجاليثية كمعيار لتقدير المسافات المختلفة.